# Los Palacios (Pinar del Río)
Los Palacios ist ein Municipio und eine Stadt in der kubanischen Provinz Pinar del Río.
Im Municipio leben 39.072 Einwohner, was einer Bevölkerungsdichte von rund 49,7 Einwohnern je Quadratkilometer entspricht.
Hauptwirtschaftszweig des Municipios ist die Landwirtschaft. Angebaut werden hauptsächlich Tabak, Reis, Zuckerrohr, Obst und Gemüse.
Die Stadt Los Palacios wurde im Jahr 1760 gegründet und 1879 zum Verwaltungssitz des Municipios.
Am 30. August 2008 zog der Hurrikan Gustav mit über 300 km/h durch die Stadt und richtete schwerste Schäden an.